# 科皮京齊
49°27′16″N 27°37′53″E / 49.45444°N 27.63139°E
科皮廷齊（烏克蘭語：Копитинці）是位於烏克蘭西部的村莊，由赫梅利尼茨基州裡赫梅利尼茨基區的萊蒂奇夫市鎮負責管轄。該村面積1.7平方公里，海拔高度273米，2001年人口397，人口密度每平方公里234.2人。